# Richard Posner
Richard Allen Posner (Nova Iorque, 1939), é um jurista dos Estados Unidos.
Formou-se em letras por Yale em 1959 e em direito por Harvard em 1962.  Depois de formado, trabalhou na Suprema Corte dos EUA assistindo o Justice (equivalente a ministro do STF brasileiro) William Brennan, Jr., entre 1962 e 1963; depois, na Comissão Federal de Comércio (órgão regulador da concorrência), e com o procurador-geral dos EUA, Thurgood Marshall.
Posner começou a dar aulas em 1968, em Stanford e, em 1969, na Universidade de Chicago, até tornar-se, em 1981, juiz do tribunal de apelação para a 7ª região (U.S. Court of Appeals for the Seventh Circuit), tribunal do qual foi presidente (Chief Justice) entre 1993 e 2000. Hoje, continua dando aulas na Universidade de Chicago em meio período.
É um dos principais expoentes da Law and economics, uma corrente de pensamento jurídico segundo a qual os processos legais, mais do que assegurar direitos, devem produzir a mais eficiente alocação de recursos. A teoria de democracia de Posner inspira-se no trabalho do economista austríaco Joseph Schumpeter. Defensor de longa data da desregulamentação, passou enfatizar a importância das regulamentações governamentais citando que é necessário mais regulação dos mercados financeiros, e condenando os liberais por estarem "preso em fantasias de igualdade." O livro fundamental de Posner é Economic Analysis of Law  (1972), no qual lança as bases do programa de pesquisas  de Law & Economics.

## Obra
Posner é conhecido como o arauto do Law and Economics,  mas entre seus mais de trezentos artigos e trinta livros há incursões sobre outros temas. Alguns de seus livros são:
- Economic Analysis of Law ("Análise Econômica do Direito"), em sua 8ª edição em 2010;
- Law and Literature ("Direito e Literatura");
- Law and Legal Theory in England and America ("Direito e Filosofia do Direito na Inglaterra e nos EUA") (1996).
- Public Intellectuals: A Study of Decline (2002)
- Law, Pragmatism and Democracy (2004)
- "The Problem of Jurisprudence" (Problemas de Filosofia do Direito) (2007)
- Problemática da Teoria Moral e Jurídica
- A Economia da Justiça
- Para Além do Direito
- Fronteiras da Teoria do Direito